# Nato Lima
Nato Lima (Ceará, 1917 — Nova York, 15 de novembro de 2009} foi um violonista brasileiro de origem tabajara.
Formava, com seu irmão Antenor, a dupla Los Índios Tabajaras.
Nasceu em uma tribo de índios Tabajara na Serra da Ibiapaba (Ceará), mas viveu mais de 50 anos em Nova York. 
A dupla, cujos nomes tradicionais eram Muçaperê e Herundy ("terceiro" e "quarto", em língua tupi) começou a se apresentar no Rio de Janeiro, mas logo foram para o exterior, onde assinaram contrato com a gravadora RCA, na década de 1940.